# Tropiocolotes
Tropiocolotes – rodzaj jaszczurek z rodziny gekonowatych (Gekkonidae).

## Zasięg występowania
Rodzaj obejmuje gatunki występujące w zachodniej, północnej, środkowej i wschodniej Afryce (Egipt, Libia, Tunezja, Algieria, Maroko, Sahara Zachodnia, Mauretania, Mali, Niger, Nigeria, Czad, Sudan, Erytrea, Dżibuti, Somalia i Etiopia) i na Bliskim Wschodzie (Izrael, Jordania, Arabia Saudyjska, Jemen, Oman i Iran). 

## Systematyka
Rodzaj zdefiniował w 1880 roku niemiecki zoolog Wilhelm Peters w artykule poświęconym płazom zebranym przez Gerharda Rohlfsa i dr A. Steckera podczas ich podróży do oazy Kufra opublikowanym na łamach Monatsberichte der Königlichen Preussische Akademie des Wissenschaften zu Berlin. Gatunkiem typowym jest (oznaczenie monotypowe) Tropiocolotes tripolitanus.

### Etymologia
Tropiocolotes: gr. τροπις tropis ‘kil statku’; κωλωτης kōlōtēs lub άσκαλαβωτης askalabōtēs ‘cętkowana jaszczurka’.

### Podział systematyczny
Do rodzaju należą następujące gatunki: 
- Tropiocolotes algericus Loveridge, 1947
- Tropiocolotes bisharicus Baha El Din, 2001
- Tropiocolotes chirioi Ribeiro-Junior, Koch, Flecks, Calvo & Meiri, 2022
- Tropiocolotes confusus Machado, Šmíd, Mazuch, Sindaco, Al Shukaili & Carranza, 2018
- Tropiocolotes hormozganensis Rounaghi, Rastegar-Pouyani & Hosseinian, 2018
- Tropiocolotes nattereri Steindachner, 1901
- Tropiocolotes naybandensis Krause, Ahmadzadeh, Moazeni, Wagner & Wilms, 2013
- Tropiocolotes nubicus Baha El Din, 1999
- Tropiocolotes scorteccii Cherchi & Spanò, 1963
- Tropiocolotes somalicus Parker, 1942
- Tropiocolotes steudneri (Peters, 1869)
- Tropiocolotes tassiliensis Ribeiro-Junior, Koch, Flecks, Calvo & Meiri, 2022
- Tropiocolotes tripolitanus Peters, 1880
- Tropiocolotes wolfgangboehmei Wilms, Shobrak & Wagner, 2010
- Tropiocolotes yomtovi Ribeiro-Junior, Tamar, Maza, Flecks, Wagner, Shacham, Calvo, Geniez, Crochet, Koch, & Meiri, 2022